# Фалєєв Микола Сергійович
Мико́ла Сергі́йович Фалє́єв — радянський актор театру і кіно, актор Одеського російського драматичного театру, учень Меєргольда, заслужений артист РРФСР.

## Загальні відомості
Акторську діяльність розпочав в аматорських виставах в дачних місцевостях під Москвою.
Навчався в школі-студії Малого театру. З 1918 року — на професійній сцені.
Учень Меєргольда, з 1920 року працював в його театрі під назвою «Театр РРФСР 1-й» (згодом Театр імені Всеволода Мейєргольда, ТІМ), грав у поставлених ним п'єсах «Містерія-буф», «Клоп», «Лазня» В. Маяковського.
Також працював в Московському драматичному театрі (режисер В. Г. Сахновський), Театрі ім. В. Ф. Комісаржевської, в Театрі імені МГСПС (1927—1929).
Згодом — актор Одеського російського драматичного театру.
В роки румунської окупації Одеси працював актором в Одеському театрі драми і комедії Василя Вронського.
Знімався в кіно, переважно в епізодичних ролях.

## Ролі в театрі
- 1920 — Купець-спекулянт («Містерія-буф» В. Маяковського в постановці В. Меєргольда) — перша роль в ТІМ
- 1922 — Кудряш («Гроза» О. Островського, режисера Сахновського)
- 1920-ті — Петро, Бальзамінов, Кнуров, Дікой («Ліс», «Одруження Бальзамінова», «Безприданниця», «Гроза» О. Островського), Сганарель («Лікар мимоволі» Мольєра), лікар («Мачуха» Бальзака), офіцер («Поганий анекдот» Достоєвського), Бернардіно («Міра за міру» Шекспіра)
- 1928 — Микиш[6], Ніканор Іванович[7] («Заколот» Д. Фурманова і С. Поливанова, МГСПС)
- 1928 — «Лазня» В. Маяковського в постановці Меєргольда
- 1929 — «Клоп» В. Маяковського в постановці Меєргольда[8]
- 1943 — Любим Торцов («Бідність не порок» О. Островського)[9]
- 1943 — Барабанов (комедія «Мебльовані кімнати Корольова» А. Ф. Крюковського)
- 1947 — Рядовий Нікітін («Ніч полководця» Г. С. Березка)[10]
- 1952 — Земляника («Ревізор» М. Гоголя)[11]
- 1973 — Жук («На людному місці» О. Островського)[12]

## Ролі в кіно
- 1956 — Весна на Зарічній вулиці — директор школи
- 1956 — Вона вас кохає — Волков, черговий по станції
- 1959 — Виправленому вірити — епізод
- 1963 — Мрії назустріч — вчений
- 1972 — Довга дорога в короткий день — голова комісії комітету з безпеки
- 1974 — Велике протистояння — актор в ролі слуги
- 1975 — Хвилі Чорного моря — шпрехшталмейстер
- 1978 — Артем — метрдотель
- 1978 — Квартет Гварнері — директор театру